# Castle Drogo

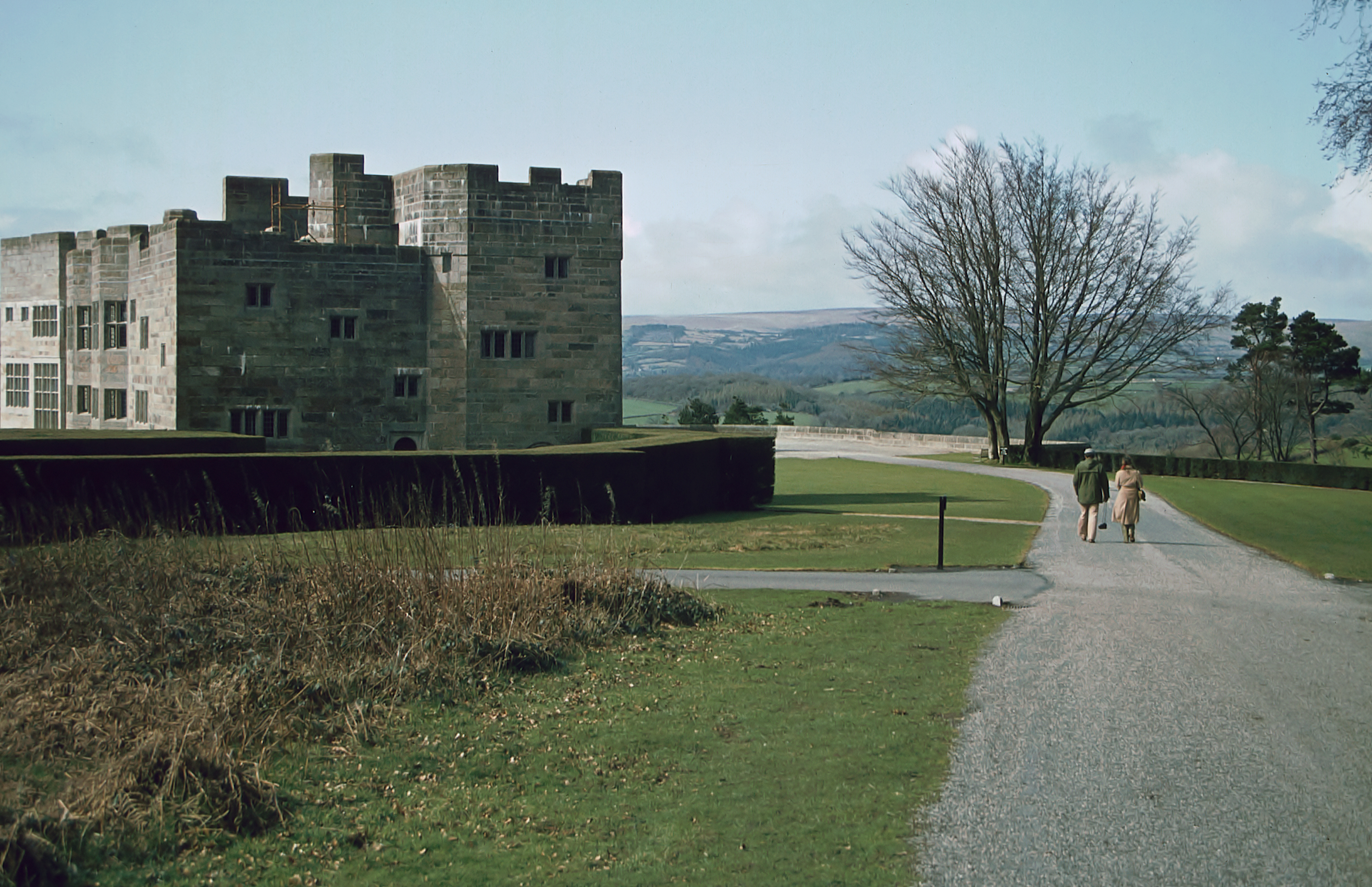
Castle Drogo am Rande das Dartmoors

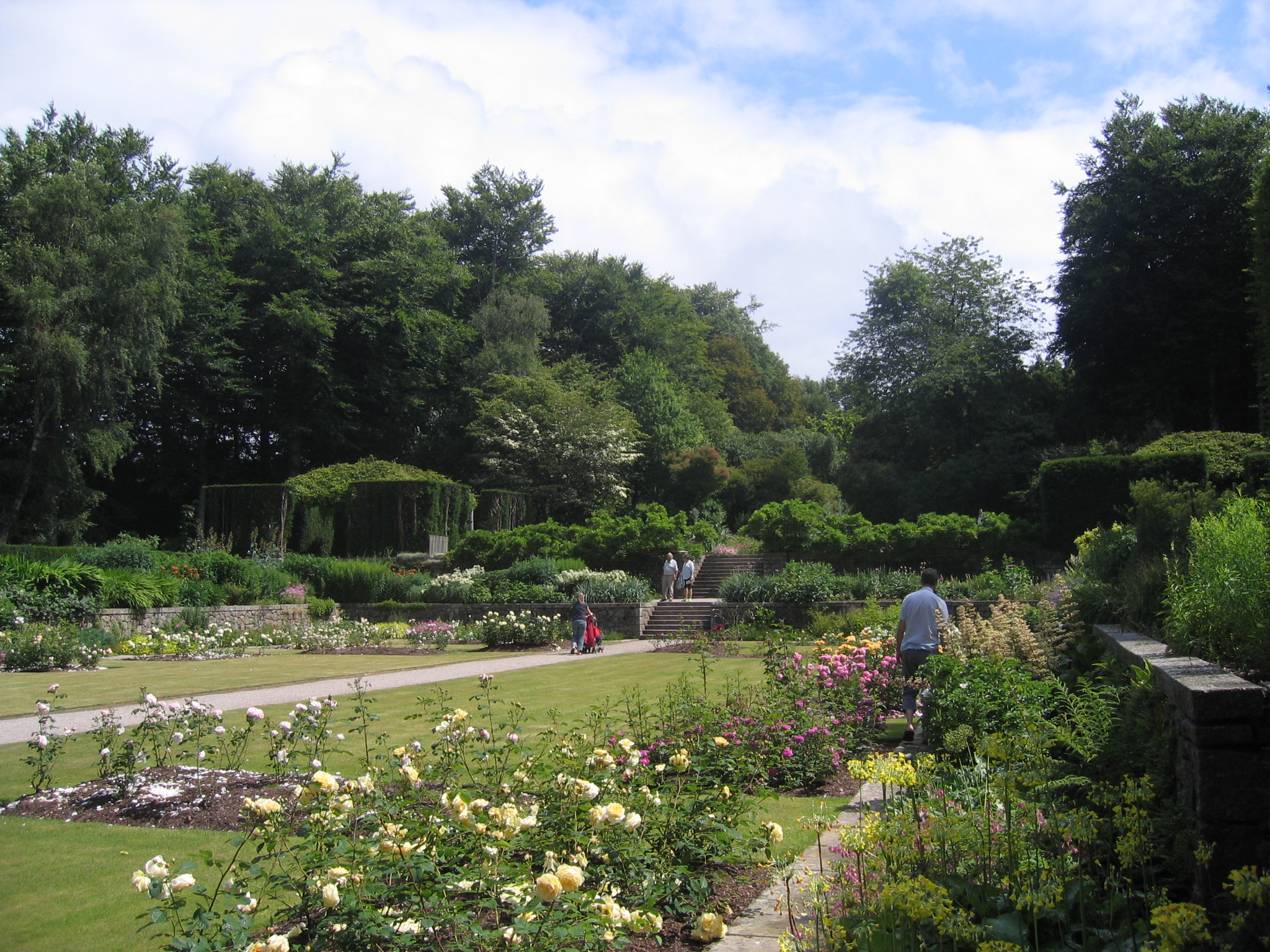
Gartenanlage von Castle Drogo

Castle Drogo ist das letzte Landschloss, das in Großbritannien gebaut worden ist. Es liegt in der südwestenglischen Grafschaft Devon in der Nähe der Ortschaft Drewsteignton.
Der ursprüngliche Entwurf für die hoch über der Schlucht des Flusses Teign liegende Pseudo-Burg stammt von dem Architekten Edwin Lutyens im Auftrag von Julius Drewe, Geschäftsmann und Gründer der Home and Colonial Stores. Der 1910 begonnene und nie ganz vollendete Herrensitz (1930 ging das Geld aus) besteht vollständig aus Granit. Stilistisch lehnt sich die Architektur an Burgen des Mittelalters und der Tudor-Zeit an, verbunden mit zeitgenössischen Stilelementen.
Zum Schloss gehört ein schöner formaler Garten, entworfen von Lutyens und angelegt von Gertrude Jekyll, der in deutlichem Kontrast zu der Landschaft am Rande des Dartmoors steht. Die Bepflanzung besteht aus Rhododendron und Magnolien sowie Staudenrabatten. Zur Gartenanlage gehört ein Rosengarten, einer mit Ziersträuchern sowie ein großer, kreisrunder Rasenplatz für Croquet.
Der Besitz gehört seit 1974 dem National Trust und war das erste Anwesen aus dem 20. Jahrhundert, das von der Stiftung erworben wurde. Seit 2012 wurde das Schloss einer dringend notwendigen Sanierung unterzogen, um den Einbruch von Wasser durch das Dach und die Fenster zu beheben. Das Schloss war durch den Wassereintritt in seiner Sicherheit gefährdet und hätte ansonsten für die Öffentlichkeit geschlossen werden müssen. Die Probleme am Bauwerk, die unter anderem daher stammten, dass das an sehr exponierter Stelle über dem Dartmoor errichtete Schloss keine Fensterbänke besitzt, wurden schon 1915 bemerkt, seit 1933 waren sie aber sehr offensichtlich. Der National Trust finanzierte die Baumaßnahmen unter anderem durch den Verkauf von Teilen des Daches, aber auch von der National Lottery floss Geld in den Erhalt des Bauwerks. Im Rahmen der Sanierung wurde die Ausstellung im Schloss umgestaltet und statt wie bisher einer realistischen Ausstattung der Räume wird nun die Geschichte des Gebäudes in szenischen Installationen gezeigt. Die Arbeiten, während denen das Schloss weiterhin zugänglich war, sollten voraussichtlich Ende 2019 abgeschlossen werden, zogen sich aber bis Juni 2022 hin.
Castle Drogo zählt heute mit ungefähr 120.000 Besuchern jährlich zu den meistbesuchten Schlössern in Devon und Cornwall.